# Badšahi džamija
Badšahi džamija (pandžabski i urd. , ili „Imperijalna džamija”) džamija je iz mogulske ere u Lahoru, prestonici pakistanske provincije Pundžab, Pakistan. Džamija je locirana zapadno od Lahorske tvrđave uz rubove Zidanog grada Lahora, i naširoko se smatra jednim od najznačajnijih obeležja Lahora.
Badšahi džamiju je naručio car Aurangzeb 1671. godine, a izgradnja džamije je trajala dve godine do 1673. godine. Džamija je važan primer mogulske arhitekture, sa eksterijerom koji je ukrašen rezbarenim crvenim peščenjakom sa umetnutim mramorom. Ona je najveća i najnovija od velikih imperijalnih džamija iz mogulskog doba i druga je po veličini džamija u Pakistanu. Posle pada Mugalskog carstva džamija je služila kao garnizon od Sikskog carstva i Britanske imperije, a sada je jedna od najpoznatijih pakistanskih znamenitosti.

## Lokacija
Džamija je locirana pored Zidanog grada Lahor, Pakistan. Ulaz u džamiju leži na zapadnoj strani pravougaone Hazuri bašte i okrenut je prema čuvenoj Alamgiri kapiji utvrđenja Lahor, koja se nalazi na istočnoj strani Hazuri bašte. Džamija se takođe nalazi pored Rošnaj kapije, jedne od originalnih trinaest kapija Lahora, koja se nalazi na južnoj strani Hazuri bašte.
U blizini ulaza u džamiju nalazi se grob Muhameda Ikbala, pesnika koji je u Pakistanu veoma cenjen kao osnivač Pakistanskog pokreta koji je doveo do stvaranja Pakistana kao domovine za muslimane britanske Indije. U blizini ulaza u džamiju nalazi se i grob Ser Sikandara Hajata Kana, koji imao veliku ulogu u očuvanju i restauraciji ove džamije.

## Istorija

### Izgradnja
Džamiju je naručio mogulski car Aurangzeb 1671. godine, a izgradnju je nadgledao carev polubrat i guverner Lahora Muzafar Husein, takođe poznat pod imenom Fidaj Kan Koka. Aurangzeb je izgradio džamiju kako bi obeležio svoje vojne kampanje protiv maratskog kralja Čatrapati Šivadžija. Nakon samo dve godine izgradnje, džamija je otvorena 1673. godine.

### Era Sika
Dana 7. jula 1799, armija Sika Randžit Singa preuzela je kontrolu nad Lahorom. Nakon osvajanja grada, maharadža Randžit Sing je koristio ogromno dvorište džamije kao konjušnicu za svoje vojne konje, i njenih 80 hudžura (manjih učionica koje okružuju dvorište) kao kasarnu za svoje vojnike i kao ostave za vojne zalihe. Godine 1818. on je sagradio mramornu zgradu u Hazuri bašti okrenutu prema džamiji, poznatu kao Hazuri Bag Baradari, koju je koristio kao svoj službeni kraljevski dvor za prijem poslanika. Moguće je da su mermerne ploče za baradari Siki opljačkali sa drugih spomenika u Lahoru.
Tokom Prvog anglo-sikijskog rata 1841. godine, sin Randžit Singa, Šer Sing, koristio je velike minarete džamije za postavljanje zamburaha ili lakih topova koji su korišteni za bombardovanje pristalica regantkinje Čand Kaur, koji su se sklonili u opkoljenoj tvrđavi Lahor. U jednom od ovih bombardovanja, Divan-e-Am tvrđave (dvorana za javne prijeme) je uništena, ali je kasnije obnovljena u britanskoj eri. Tokom tog vremena, Henri de La Ruž, francuski konjički oficir zaposlen u vojsci Šer Singa, takođe je koristio tunel koji je povezivao džamiju Badšahi sa utvrđenjem u Lahoru kao privremeno skladište baruta.

### Britanska vladavina
Godine 1849, Britanci su preuzeli kontrolu nad Lahorom od Carstva Sika. Tokom britanske vladavine, džamija i pridruženo utvrđenje nastavili su da se koriste kao vojni garnizon. Set od 80 ćelija ugrađenih u zidove koji okružuju njegovo ogromno dvorište Britanci su srušili nakon Indijske pobune 1857. godine, kako bi sprečili da se koriste za antibritanske aktivnosti. Ćelije su zamenjene otvorenim arkadama poznatim kao dalani.
Zbog sve većeg ogorčenja muslimana protiv korišćenja džamije kao vojnog garnizona, Britanci su 1852. godine osnovali Upravu džamije Badšahi da nadgleda obnovu i da je ponovo uspostavi kao mesto verskog bogosluženja. Od tada pa nadalje, popravke su vršene po sekcijama pod nadzorom Uprave džamije Badšahi. Zgradu je zvanično vratio muslimanskoj zajednici Džon Lorens, koji je bio vicekralj Indije. Zgrada je tada ponovo uspostavljena kao džamija.
U aprilu 1919. godine, posle masakra u Amricaru, izmešana gomila sika, hinduista i muslimana od oko 25.000-35.000 osoba okupila se u dvorištu džamije u znak protesta. Gandijev govor je na tom događaju pročitao Halifa Šuja-ud-Din, koji će kasnije postati predsednik Pokrajinske skupštine Pandžaba.
Obimne popravke počele su od 1939. godine pa nadalje, kada je ser Sikandar Hajat Kan počeo da prikuplja sredstva za ovu svrhu. Renoviranje je nadgledao arhitekta Navab Alam Jar Jung Bahadur. Kako je Kan u velikoj meri zaslužan za obimne restauracije džamije, sahranjen je pored džamije u Hazuri Bagu.

### Nakon nezavisnosti
Radovi na restauraciji započeti 1939. nastavljeni su nakon sticanja nezavisnosti Pakistana, a završeni su 1960. po ukupnoj ceni od 4,8 miliona rupija.
Povodom drugo Islamskog samita održanog u Lahoru 22. februara 1974. godine, trideset i devet šefova muslimanskih država učestvovalo je u molitvi petkom u džamiji Badšahi, uključujući, između ostalih, Zulfikara Ali Buta iz Pakistana, Fajsala iz Saudijske Arabije, Muamera Gadafija, Jasera Arafata i Sabah el-Salim el-Sabaha iz Kuvajta. Godine 1993, Badšahi džamija je uvrštena na probnu listu Uneskove svetske baštine. Godine 2000, popravljena je mermerna intarzija u glavnoj molitvenoj sali. Godine 2008, započeli su radovi na zameni pločica od crvenog peščara na velikom dvorištu džamije korišćenjem crvenog peščara uvezenog iz izvornog mogulskog izvora u blizini Džajpura, u indijskoj državi Radžastan.

## Literatura
- Maneesha Tikekar (2004). Across the Wagah. Bibliophile South Asia. ISBN 8185002347.
- Carolyn Black (2003). Pakistan: The culture. Crabtree Publishing Company. ISBN 0778793486.
- Waheed Ud Din. The Marching Bells: A Journey of a Life Time. Author House. ISBN 9781456744144.
- Asher, Catherine B., (1992). Architecture of Mughal India: The New Cambridge History of India. Cambridge: Cambridge University Press.,
- Chugtai, M.A., (1972). Badshahi Mosque. Lahore: Lahore.,
- Gascoigne, Bamber, (1971). The Great Mughals. New York: Harper & Row.,
- Koch, Ebba, (1992). Mughal Architecture. Munich: Prestel-Verlag.,
- Asher, Catherine Blanshard (1992). Architecture of Mughal India. The New Cambridge History of India, Part I. 4. Cambridge University Press. ISBN 9780521267281. Приступљено 16. 7. 2017.
- Bloom, Jonathan M.; Blair, Sheila (2009). The Grove Encyclopedia of Islamic Art & Architecture. Oxford University Press. ISBN 978-0-19-530991-1. Приступљено 2013-03-15.
- George Michell, Amit Pasricha (2011). Mughal Architecture & Gardens. ISBN 9781851496709.
- Gupta, Subhadra Sen; Irani, Prakash (2013). Fathepur Sikri: Akbar's Magnificent City on a Hill. ISBN 9789381523728.
- Meri, Josef W., ур. (2005). Medieval Islamic Civilization: An Encyclopedia (на језику: енглески). Routledge. стр. 91. ISBN 978-1-135-45596-5.
- Petersen, Andrew (1996). „Mughals”. Dictionary of Islamic architecture. Routledge. стр. 199—205. ISBN 9781134613663.
- M. Bloom, Jonathan; S. Blair, Sheila, ур. (2009). „Architecture; VII. c. 1500–c. 1900; D. India.”. The Grove Encyclopedia of Islamic Art and Architecture. Oxford University Press. ISBN 9780195309911.
- Vaughan, Philippa (2011). „Indian Subcontinent: from Sultanate to Mughal Empire”.  Ур.: Hattstein, Markus; Delius, Peter. Islam: Art and Architecture. h.f.ullmann. стр. 464—483. ISBN 9783848003808.
- Asher, Catherine B. (2020). „Mughal architecture”.  Ур.: Fleet, Kate; Krämer, Gudrun; Matringe, Denis; Nawas, John; Rowson, Everett. Encyclopaedia of Islam, Three. Brill. ISSN 1873-9830.

## Spoljašnje veze
- Asian Historical Architecture: Badshahi Mosque
- UNESCO Tentative Heritage List: Badshahi Mosque